# (71885) Denning
(71885) Denning est un astéroïde de la ceinture principale.

## Description
(71885) Denning est un astéroïde de la ceinture principale. Il fut découvert le 16 novembre 2000 à Kitt Peak par le projet Spacewatch. Il présente une orbite caractérisée par un demi-grand axe de 2,29 UA, une excentricité de 0,12 et une inclinaison de 5,9° par rapport à l'écliptique.

## Compléments